# Шюсслер, Харри
Харри Шюсслер (швед. Harry Schüssler; род. 24 июня 1957, Мальмё) — шведский шахматист, гроссмейстер (1988).
Двукратный чемпион Швеции (1976 и 1978 — совместно с Н.-Г. Ренманом).
В составе национальной сборной участник ряда олимпиад (1976—1984 и 1988).
Лучшие результаты в международных соревнованиях: Белград (1977) — 3—6-е места; Фредрикстад (1978) — 2—5-е; Экшё (1978), Стокгольм (1978/1979) и Лондон (1980, июль)— 1-е; Гёусдал (1978, 1981, 1982 и 1987) — 2—3-е, 2—3-е, 3—8-е и 3-е; Хельсинки (1978) — 1—2-е; Хамар (1979) — 2—6-е; Киль (1979) и Гамбург (1980) — 2—3-е; Наленчув (1979) — 4—7-е; Мальмё (1981, 1985/1986 и 1986/1987) — 1-е, 1—2-е и 2-е; Рейкьявик (1981 и 1986) — 2-е и 4—6-е; Гавана (1985, февраль — март) — 3—5-е; Копенгаген (1988) — 2—4-е места.

## Изменения рейтинга
| Графики недоступны из-за технических проблем. См. информацию на Фабрикаторе и на mediawiki.org. |